# هوپارکری‌ها
هوپارکری‌ها (نام علمی: Euparkeria) نام یک سرده از فرورده شاه‌خزنده‌ریختان است.
هوپارکری (نام علمی: Euparkeria capensis)  یکی از چندین گونه‌های خزنده‌ای بود که در چند میلیون سال اول تریاسه در آفریقای جنوبی امروزی زندگی می‌کردند. این گوشت‌خوار کوچک دهانی پر از دندان‌های تیز داشت و صفحه‌هایی استخوانی (استخوان‌پوست) در پوست پولک‌دارش بودند که امتداد پشت و دمش را می‌پوشاندند. این جانور، که از خویشاوندان نزدیک شاه‌خزندگان بود، بسیاری از ویژگی‌هایی را که در دایناسورها و دیگر شاه‌خزندگان به‌طور کامل‌تر پدیدار شدند، داشت.
چون پاهای عقبی آن بلندتر بودند، می‌توانست گاهی روی دو پا بایستد یا بدود و همین سرعت و چابکی باعث می‌شد تا بخت بیشتری برای زنده ماندن داشته باشد. جمجمه‌ی این جانور حفره‌ای بزرگ در جلوی چشم داشت که فضا یا سینوسی بزرگ به‌وجود می‌آورد و نشان می‌دهد که هوپارکریا حس بویایی خوبی داشته‌است. هوپارکریا، با وجود دندان‌های تیز و ظاهر وحشتناکش، در جهانی پر از شکارچی زندگی می‌کرد. گذشته از سرعتش، چنگال‌های تیز این جانور تنها ابزارهای دفاعیش بودند.